# Musanga cecropioides
Musanga cecropioides,  es una especie de árbol perteneciente a la familia Urticaceae. Es originaria de África.

## Descripción
Es un árbol dioico que alcanza los 18-45 m de altura, con el tronco recto, de 0,5 m de diámetro, con zancos o raíces adventicias hasta los 2-3 m de altura; la corona en forma de paraguas, con las ramas extendidas y robustas ramillas.

## Distribución y hábitat
Se encuentra en el África tropical en los bosques secundarios y en los claros de los suelos húmedos, son comunes en las granjas antiguas en los bosques densos, más raros en la selva tropical, bosques pantanosos y a lo largo de los ríos, las plantas son de crecimiento rápido pero de corta duración, a menudo gregarias. Se encuentra a una altitud de 5-1200 m alt. Parece ocupar el mismo nicho ecológico que las ± 80 especies de Cecropia tienen en el Neotrópico.